# Санаєв Всеволод Васильович
Всеволод Васильович Санаєв (рос. Всеволод Васильевич Санаев; 12 (25) лютого 1912, Тула, Російська імперія — 26 січня 1996, Москва, Росія) — російський радянський актор, кінозірка російського кіно. Знявся у 73 кінострічках. Зокрема, у «Мертвих душах» за твором Гоголя. Субстратна національність — ерзя.
Закінчив Державний інститут театрального мистецтва (1937), актор МХАТ. З 1943 — академічного театра ім. Моссовєта. 1949—1950 — педагог ВДІК. Народний артист СРСР (1969).
З 1938 р. знімався у кіно.

## Фільмографія
1. 1934: «Приватне життя Петра Виноградова» — червонофлотець
2. 1938: «Волга-Волга» — бородань-лісоруб / учасник самодіяльності
3. 1938: «Якщо завтра війна» — десантник (у титрах не вказаний)
4. 1939: «Дівчина з характером» — Сурков, лейтенант міліції
5. 1939: «Юність командирів» — Гришаєв, полковник
6. 1940: «Кохана дівчина» — Василь Добряков
7. 1941: «Перша кінна» — Кулик, начальник артилерії армії
8. 1941: «Першодрукар Іван Федоров» — Петро Мстиславець, помічник Івана Федорова
9. 1941: «Серця чотирьох» — червоноармієць Єремєєв
10. 1944: «Іван Нікулін — російський матрос» — Альоха, машиніст
11. 1946: «В горах Югославії» — червоноармієць Губанов
12. 1947: «Алмази» — Сергій Нестеров
13. 1948: «Молода гвардія» — комуніст
14. 1948: «Сторінки життя» — диктор радіо
15. 1949: «Падіння Берліна» — командир
16. 1949: «У них є Батьківщина» — майор Всеволод Васильович Сорокін
17. 1950: «У степу» — Тужиков, секретар райкому
18. 1951: «Жуковський» — студент (епізод)
19. 1951: «Незабутній 1919 рік» — Савінков
20. 1951: «Пржевальський» — протоієрей
21. 1951: «Сільський лікар» — Микола Петрович Коротков, секретар райкому
22. 1951: «Тарас Шевченко» — епізод
23. 1953: «Беззаконня» — двірник Єрмолай
24. 1953: «Вихори ворожі» — епізод
25. 1953: «Повернення Василя Бортнікова» — Кантауров, директор СТО
26. 1954: «Вірні друзі» — відвідувач Неходи
27. 1955: «Перший ешелон» — Олексій Єгорович Донцов, директор радгоспу
28. 1956: «Полечко-поле» — директор МТС
29. 1956: «Різні долі» — Володимир Сергійович Жуков, парторг цеху
30. 1957: «Ластівка» — полковник Мельґунов
31. 1957: «Розповіді про Леніна» — Микола Ємельянов, робітник з Розливу
32. 1957: «Сторінки минулого» — Скворцов, агент поліції
33. 1958: «Шляхами війни» — Іван Федорович Уваров, сержант, парторг
34. 1958: «Черговий рейс» — епізод
35. 1959: «Балада про солдата» — епізод
36. 1959: «У степовій тиші» — Федір Вєтров
37. 1959: «Неоплачений борг» — Олексій Окунчиков
38. 1959: «Пісня про Кольцова» — батько Кольцова
39. 1959: «Також люди» — солдат похилого віку
40. 1960: «П'ять днів, п'ять ночей» — старшина Козлов
41. 1960: «Тричі воскреслий» — Іван Олександрович Стародуб, начальник будівництва ГЕС
42. 1961: «В дорозі» — старий, дядько Олі
43. 1961: «Дорослі діти» — Василь Васильович, друг сім'ї
44. 1963: «Зустріч на переправі» — голова колгоспу
45. 1963: «Оптимістична трагедія» — Сиплий
46. 1963: «Це сталося в міліції» — майор Микола Васильович Сазонов
47. 1964: «Велика руда» — бригадир Мацуєв
48. 1964: «Зелений вогник» — пенсіонер
49. 1965: «Ваш син і брат» — батько, Єрмолай Воєводін
50. 1965: «Перекличка» — Варенцов
51. 1967: «За нами Москва» — Панфілов
52. 1967: «З нудьги» — Гомозов
53. 1969: «Головний свідок» — Дюдя
54. 1969: «Дивні люди» — Матвій Іванович Рязанцев, голова колгоспу
55. 1970: «Повернення «Святого Луки»» — Іван Сергійович Зорін, полковник міліції
56. 1970: «Кремлівські куранти» — робочий
57. 1970: «Вкрадений поїзд» — генерал Іван Васильович
58. 1971: «Ні дня без пригод» — дід Данилюк
59. 1972: «Визволення» — підполковник Лукін
60. 1972: «Еоломея» — пілот Кун
61. 1972: «Пічки-лавочки» — Степанов Сергій Федорович
62. 1973: «Тут наш дім» — Олександр Євгенович Плужин, директор заводу
63. 1973: «Чорний принц» — Іван Сергійович Зорін, полковник міліції
64. 1975: «Там, за горизонтом» — Вікентій Кирилович
65. 1976: «...та інші офіційні особи» — Астахов
66. 1978: «Близька далина» — Андрій Захарович Погодін
67. 1978: «Версія полковника Зоріна» — Іван Сергійович Зорін, полковник міліції
68. 1978: «Любов моя, печаль моя» — батько Фархада
69. 1980: «Непроханий друг» — Володимир Абдулайович Шлепянов
70. 1980: «Тегеран-43» — господар готелю
71. 1981: «Від зими до зими» — Павло Михайлович, міністр
72. 1981: «З вечора до полудня» — Андрій Костянтинович Жарков, письменник
73. 1982: «Надія і опора» — Кирило Львович Ротов
74. 1982: «Приватне життя» — епізод
75. 1983: «Білі Роси» — Федор (Федос) Филимонович Ходас
76. 1983: «Таємниця «Чорних дроздів»» — Джордж Фортеск'ю
77. 1984: «Мертві душі» — голова палати
78. 1986: «В бездоріжжя» — Строгов
79. 1987: «Апеляція» — Іван Степанович Миронов
80. 1987: «Забута мелодія для флейти» — Ярослав Степанович, начальник Філімонова
81. 1995: «Ширлі-мирлі» — меломан

та інші.
Грав в українських стрічках:
- «Шляхи і долі» (1955)
- «Час — московський» (1976, Назар Лукич Григоренко).

## Озвучування
1. 1964: «До осені далеко» — Крускопс